# Handianus mariannae
Handianus mariannae är en insektsart som beskrevs av Della Giustina och Blasco-zumeta 1998. Handianus mariannae ingår i släktet Handianus och familjen dvärgstritar. Inga underarter finns listade i Catalogue of Life.